# ベラルーシ

ベラルーシ共和国
Рэспубліка Беларусь（ベラルーシ語）
Республика Беларусь（ロシア語）

国の標語：なし
国歌：Мы, беларусы（ベラルーシ語）
我等、ベラルーシ人

ベラルーシ共和国（ベラルーシきょうわこく、ベラルーシ語: Рэспубліка Беларусь  発音、ロシア語: Республика Беларусь、英: Republic of Belarus）、通称ベラルーシは、東ヨーロッパの共和制国家。首都はミンスク。1990年に国家主権宣言を行い、1991年9月、白ロシア・ソヴィエト社会主義共和国からベラルーシ共和国へ国名を変更した。2000年以来、ベラルーシ・ロシア連合国家の加盟国である。人口は約916万人（2024年1月）。

## 概要
世界最北の内陸国で、面積は日本の約55％、国境は、北と東はロシア、西はポーランド、北西はリトアニアとラトビア、南はウクライナと接する。東ヨーロッパ平原に位置する国の一つで、国土の最高標高が345ｍ、首都ミンスクの標高は280m、国境地帯も含め山が見られない平坦な国土である。
公用語はベラルーシ語とロシア語。18世紀後半よりロシア帝国の支配下となり、1921年からはソ連邦構成共和国「白ロシア共和国」となるなど長くロシアの影響下にあったため、現在も、教育、行政など社会全般で広くロシア語が浸透しており、ベラルーシ語で会話ができない国民は多く、家庭内の会話がベラルーシ語の国民比率は26％とされる（2019年国勢調査）。
地理的に、西ヨーロッパとロシア間の陸路と、北のバルト海と南の黒海間の平坦な地形を生かした河川による水運や陸路など、東西と南北の交通が交差する位置にあるベラルーシは、周辺諸国による侵略や支配などが繰り返されてきた歴史を持つ。主なものとして、13世紀のドイツ騎士団やモンゴル帝国、14世紀以降はリトアニアやポーランド、18世紀にはロシア帝国、20世紀に入りソビエト連邦、第二次世界大戦時はドイツ軍の侵攻と占領で当時の推定人口900万人超の2割弱にあたる一般国民160万人以上そして兵士60万人以上の死者を出し首都ミンスクの約85％の範囲が破壊されるなど、周辺国の政治・経済状況に国民や国土が大きく影響を受けて来た。（歴史参照）
国体が歴史的に激しく変化して来たベラルーシは、1991年に独立を達成するまでソビエト連邦の構成国家の一つとして機能し、同じく同連邦の構成国家ウクライナと共に、国際連合にソビエト連邦とは別枠で加盟していた。そしてソビエト連邦崩壊により独立を果たしたが、経済協力開発機構（OECD）の分類で現在も開発途上国であり、所得や教育そして平均余命などをもとに国際連合開発計画が発表する人間開発指数では60位である。
政治・経済面では1994年以来、ルカシェンコ政権による独裁政治が続いており、「欧州最後の独裁国家」と非難されている。現在、ヨーロッパで代表的な独裁国家そして共産主義の名残が最も強く見受けられる国であり、国連人権理事会から人権状況が破滅的な国と評されている。
建国以来、前述の通り国際連合（UN）の加盟国で、他に独立国家共同体（CIS）、集団安全保障条約（CSTO）、ユーラシア経済連合（EAEU）、欧州安全保障協力機構（OSCE）、非同盟運動（NAM）、上海協力機構（SCO）加盟国である。欧州連合（EU）加盟の希望は示していないが、 EUとの二国間関係を維持しており、バクー・イニシアティブにも参加している。

## 国名
正式名称はベラルーシ語で、Рэспубліка Беларусь（ラテン文字表記は Respublika Belarus）。
公式の英語表記は、Republic of Belarus。通称、Belarus。
日本語の表記は、ベラルーシ共和国。通称、ベラルーシ。漢字表記は白露西亜。略称は白露もしくは白。なおベラルーシ政府は後述する理由でBelarusを音写した白羅斯表記を主張し在中ベラルーシ大使館でもその表記が使用されているが一般的になっていない。
17世紀にロシア帝国の支配下に入るとベロルシア（ロシア語：Белоруссия  （ 音声 ベロルーシヤ）と名付けられ、日本語でもこれを訳した白ロシアの名で長らく定着していた（この場合の「ロシア」は「ロシア」のことではなく「ルーシ」の意味）。ソ連崩壊直後の1991年9月15日に正式な国号をベラルーシ語を尊重した「ベラルーシ」に定め、各言語でもこの語を用いるように要請している。ロシア語でもБеларусь（ 音声 ベラルーシ）の名称が使用されるようになっている。

### 国名の由来
「ベラルーシ」の国名の由来は明らかではないが、ルーシの人々は13世紀から16世紀にかけてモンゴルの支配を受け（「モンゴルのルーシ侵攻」「タタールのくびき」参照）、ベラルーシの国名の由来である白ルーシの名前の由来をモンゴルに関連付ける説がいくつか挙げられている
。その際、モンゴル人が中国から学んだ文化である「方角を色で呼ぶ方法（五行思想）」をルーシに持ち込んだため、「赤ルーシ」（南部ルーシすなわち現在のウクライナ西部）、「白ルーシ」（西部ルーシすなわち現在のベラルーシ）、「黒ルーシ」（北部ルーシすなわち現在のモスクワ周辺）という名称が生まれ、そのうちの白ルーシ（ベラルーシ）が国名として残ったと言われている。モンゴル系の国家で用いられたテュルク系の言語の影響を受けて生まれた、「自由な、支配から解放された」白ルーシと「隷属した」黒ルーシの呼称を起源とする説も存在する。

## 歴史

### ルーシの公国とモンゴル侵攻
6-8世紀にスラヴ民族が移住開始したと一般に言われていたが、近年では古代から既にスラヴ民族はこの地に定住し続けていたという説が有力である。
9世紀のキエフ・ルーシの一部だったポロツク公国がベラルーシの始まりとされる。バルト海と黒海を結ぶ通商路として繁栄した。
10-11世紀にポロツク公国は版図を拡大し、 キエフ・ルーシやノヴゴロド公国と争った。南部には10世紀末にトゥーロフ公国が成立。一時、モンゴルに征服される。
12世紀から13世紀前半には10前後の公国が存在し、ベラルーシ人の民族意識が高まり、団結してドイツ騎士団やモンゴル帝国と戦った。13世紀までにベラルーシの地域（ルーシと呼ばれる地域の北半）の公国は全てリトアニア大公国に併合される。リトアニア大公国における貴族の大多数は実はリトアニア人（リトアニア語を母語とする人々）ではなくベラルーシ人（当時はルーシ人、のちリトヴィン人と呼ばれた）で、リトアニア大公国の公用言語はリトアニア語ではなくベラルーシ語（当時は通常はルーシ語と呼ばれ、さらに、リトアニア大公国の官庁で使用された公式言語であることから官庁スラヴ語とも呼ばれた）が使われる。

### ポーランド・リトアニア共和国

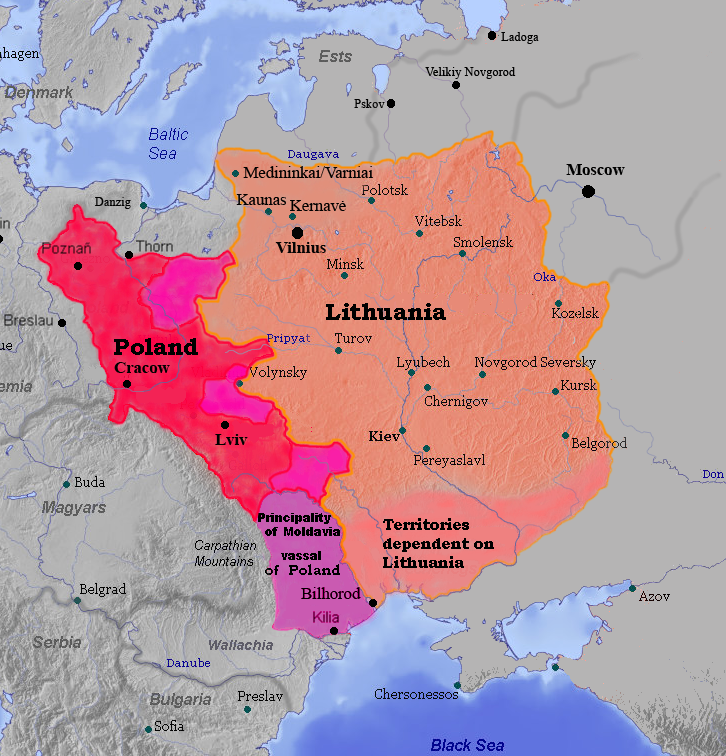
1387年のポーランドおよびリトアニア

1385年、クレヴォの合同によりポーランド・リトアニア合同が成立すると、ベラルーシを含むリトアニア大公国全域の貴族の間で文化や母語の自発的な「ポーランド化」が始まる。クレヴォの合同後最初のリトアニア大公であるヴィータウタスが1430年に没すると、リトアニア大公国貴族によるポーランドの文化と言語の受容が加速した。1569年にルブリンの合同により物的同君連合としての単一国家である「ポーランド・リトアニア共和国」が成立するとこの地域の文化のポーランド化がさらに進み、リトアニア人とベラルーシ人を含むリトアニア大公国のほぼ全ての貴族がポーランド化した。この「ポーランドへの同化」現象は1795年までの三度にわたるポーランド分割によりベラルーシ地域がロシア帝国に併合されるまで続いた。この間、貴族層の家系の大半とその他ルーシ人の多くはこの時代までにローマ・カトリックに改宗を済ませ、母語もポーランド語を使用するようになっていたが、相変わらずルーシ語を母語とし東方正教会を信仰していた者も農民層を中心に多数いた。

### ロシア帝国支配下

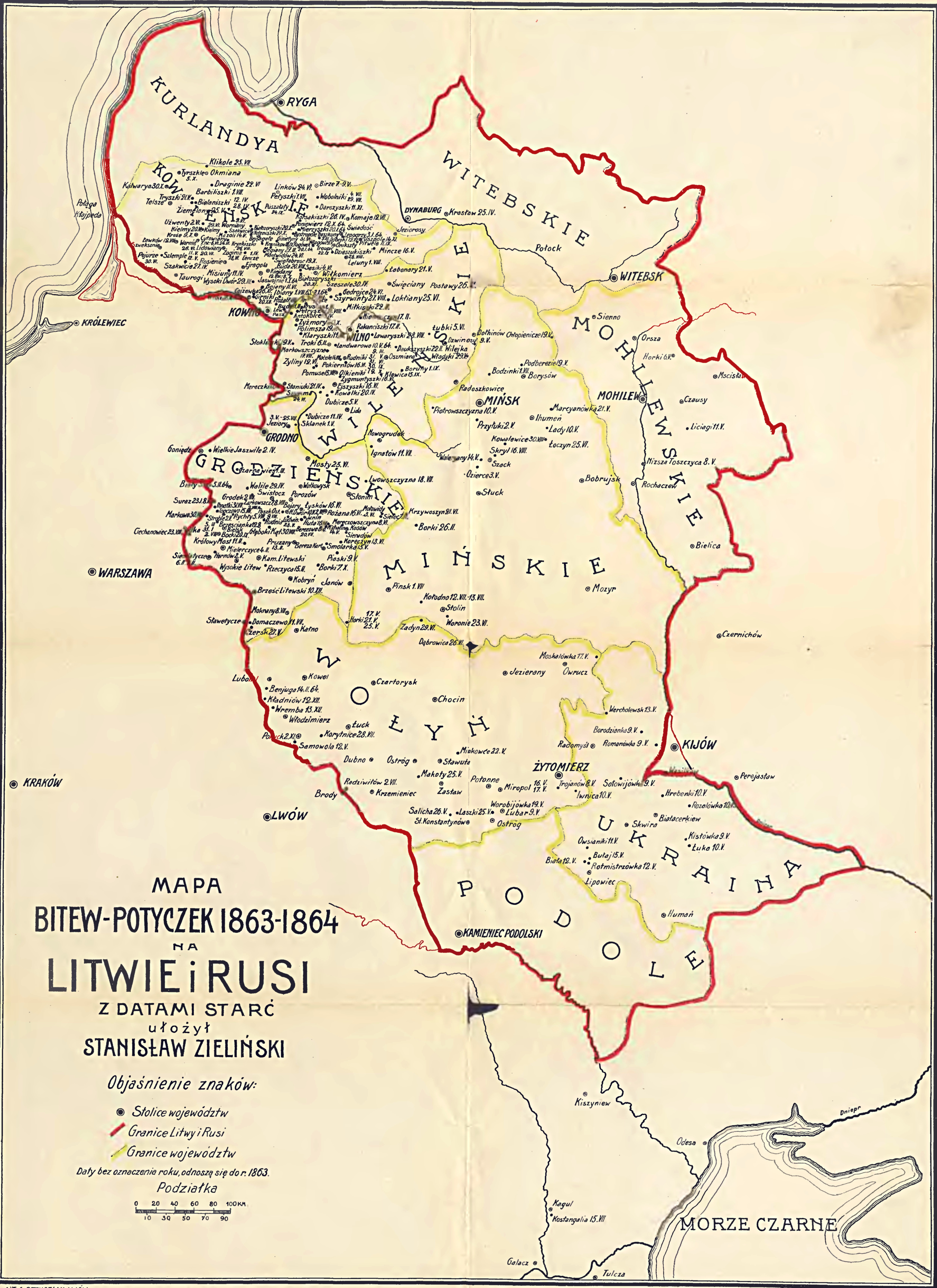
1月蜂起中のリトアニア、ラトビア、ベラルーシおよびウクライナにおける諸戦闘

その後、ロシア帝国に支配されていた時代は、地方自治レベルでは旧ポーランド・リトアニア共和国の貴族（ほとんどがローマ・カトリック教徒）たちに一定の権限が許されていた。その間貴族たちはポーランド・リトアニア共和国の独立を目指す蜂起を2度起こした。1830年11月に行われた大蜂起（十一月蜂起）が失敗に終わると、貴族たちを中心にポーランド系の多くの人々がロシア帝国を脱出し、西ヨーロッパやアメリカ大陸の各国へ亡命した（これは「大亡命」と呼ばれる）。それでも民主ポーランドを復活させようとする人々は1863年に2度目の大蜂起（一月蜂起）を起こす。これがロシア帝国によって再び鎮圧されると、ポーランド貴族や商工民やインテリはキリスト教徒であるかユダヤ教徒であるかを問わず徹底的な迫害に遭った。その結果、この地域の中産階級以上の人々（ほぼ全てがポーランド人 - ポーランド化した家系の人々 - であった）は亡命するか、あるいは財産を没収されてほとんど無産者となり、中産階級そのものが滅亡した。その結果、ベラルーシに残った人々の大半は農民となり、ロシア帝国による直接支配が進んだ。ベラルーシの農民の大半はポーランド語を話すローマ・カトリック教会信者か、ルーシ語を話す東方正教会信者かのどちらかであった。前者（すなわちルーシ人からポーランド人となった者）はポーランドに近い西部に多く、後者（ルーシ人でい続けた者）はロシアに近い東部に多かった。
一月蜂起以後はロシア帝国によるポーランド人（キリスト教徒とユダヤ教徒の間）分断政策が開始され、ロシア帝国から俗に「リトアニアのユダヤ人（リトヴァク）」と呼ばれるロシア系（東欧系）ユダヤ人たちが大量に送り込まれた。リトヴァクたちは14世紀の昔からずっとポーランドにいた西欧系ユダヤ人（ユダヤ教徒のポーランド人）とは文化も習慣も言語もかなり異なる人々で、ポーランドのキリスト教徒とユダヤ教徒の両方から嫌われる存在だったが、あまりに大量に移住してきたのでこの地域の人口動態を大きく変えてしまう事態になった。（この段落部分は、通常の理解とは異なる。通説的には次の通り。ベラルーシのユダヤ人は、ポーランドが呼び寄せた西欧ユダヤ人が、リトアニアとの合同により（リトアニア領内だった）ベラルーシに拡散したものが中心である（Lithuanian Jews）。そのころロシアはユダヤ人の移住を認めていなかったので、領内にはほとんどいなかった。その後、ロシアがポーランド分割によりベラルーシを含む旧ポーランド・リトアニアの一部を領有した結果、ロシアは国内にユダヤ人を抱え込むことになったが、その後も分割領有前のロシア領内にはユダヤ人の立ち入りを認めなかった。）このルーシ農民階層、リトヴァク、そして後にロシアから大量に移住してくるロシア人の3者が、後のソヴィエト連邦（ソ連）ベラルーシ共和国の主要民族となり、特に最初の2者はソ連の無宗教政策によって完全に融合してしまうのである。

### ソビエト連邦

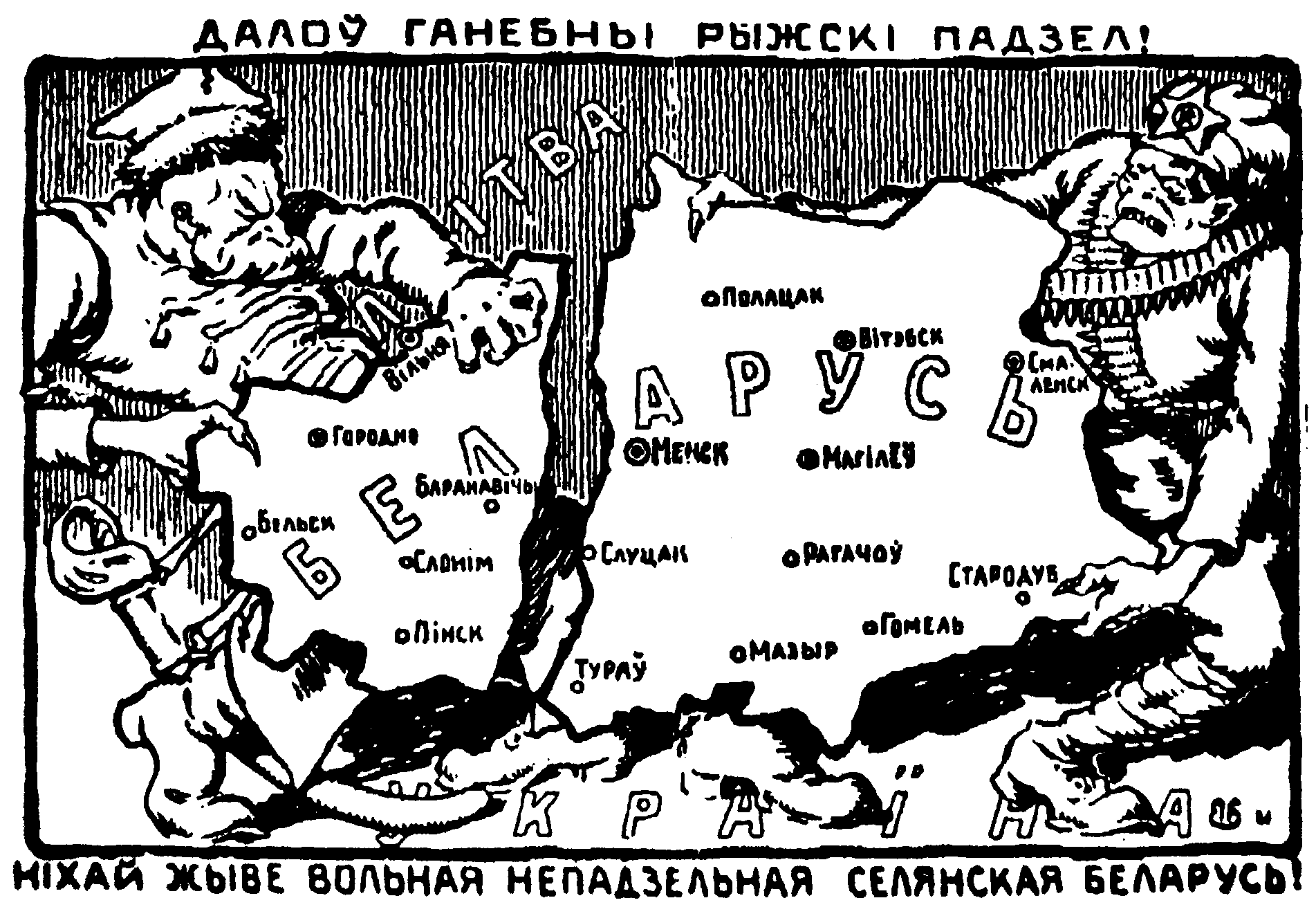
リガ平和条約に基づいた、ポーランドとソヴィエト・ロシアによるベラルーシ分割を批判するプロパガンダポスター。

1917年にロシア革命が起こり、そして第一次世界大戦の間占領していたドイツ軍の占領が終わった後、1918年には史上初の独立国となるベラルーシ人民共和国が樹立される。しかしこの政権は短命に終わり、1919年には白ロシア・ソビエト社会主義共和国が成立し、1922年にはソビエト社会主義共和国連邦に加盟する。このころに起こったポーランド・ソビエト戦争の結果成立したリガ条約により西半分がポーランドに割譲された。
1939年9月の第二次世界大戦の勃発により、ソ連軍はナチス・ドイツに続いてポーランドに侵攻。ポーランド東半分の占領と共に、リガ条約により割譲されていた領土を白ロシアに編入した。1941年からの独ソ戦（大祖国戦争）では激戦地となり、ブレスト要塞やミンスクの戦いを経てドイツ国防軍や親衛隊に占領された後、1944年のバグラチオン作戦により奪回された。ハティニ虐殺など、ドイツは苛酷な統治を行った。対独反攻作戦において、ソ連軍は白ロシア戦線（白ロシア方面軍）と呼ばれる方面軍を組織した。
1945年に第二次世界大戦が終わると、ポツダム会談での取り決めによってソ連とポーランドの国境が西へ移動され、ベラルーシ全域がソ連領ベラルーシ共和国となり、この地域に住むポーランド系住民は西方へ追放された。この追放をソ連や現在のロシア連邦では「移住」と呼ぶ。これにより、ベラルーシ共和国は家系がポーランド化せずにルーシ人（ベラルーシ人）だった者か、あるいは19世紀にロシアから大量に移住してきた東欧ユダヤ系の家系の者、あるいはその混血ばかりの国家となったが、さらにロシア共和国などから多数のロシア人が移住してきた。
1986年4月26日、ベラルーシ共和国の南のウクライナ最北部にあるチェルノブイリ原子力発電所事故が発生し、折からの南風に乗って放射性物質が国境を越え、南東部のホミェリ（ゴメリ）州を中心とする地域に大きな被害が及び、同州に限定すると、1991年以降は小児甲状腺ガンの発生頻度が世界的平均の100倍以上にも達している。一方、非常に軽度の汚染州であるビテプスク州では、1993年以降0件のままであることから、原発事故による汚染と甲状腺がんの相関性が認められる。詳細は「チェルノブイリ原子力発電所」を参照。

### ソビエト連邦崩壊に伴う独立
1990年7月27日に独立宣言（主権宣言）を行い、1991年8月25日に独立が承認された。同年の12月8日にはベラルーシ最西部のベロヴェーシの森で、ロシアのボリス・エリツィン、ウクライナのレオニード・クラフチュク、ベラルーシのスタニスラフ・シュシケビッチの三者の間でソビエト連邦の解体を宣言、独立国家共同体（CIS）創設に関する協定が締結された。9月15日には国名が白ロシアから正式にベラルーシ共和国となった。

1991-1995年の国旗
（ルカシェンコ政権によりソ連時代の旗を基本にしたデザインに変更）
（ベラルーシの国旗も参照）

### ルカシェンコ政権
1994年に実施された大統領選挙では、ロシア連邦との統合を目指すなどの選挙公約を打ち出したアレクサンドル・ルカシェンコが当選した。ルカシェンコ大統領は1999年12月8日、ロシア連邦のボリス・エリツィン大統領（当時）と、将来の両国の政治・経済・軍事などの各分野においての統合を目指すロシア・ベラルーシ連盟国創設条約に調印した。しかし、その後、プーチンがロシア連邦の新大統領として就任し、ベラルーシのロシアへの事実上の吸収合併を示唆する発言を繰り返すようになると、自らは初代「最高国家評議会議長（国家元首）」に就いて、ロシアには連合国家の閣僚会議議長（首相に相当）のポストを与えることでロシアの事実上の最高指導者になる野望を持っていたルカシェンコ大統領は反発するようになり、両国の統合は停滞した。その後も、ロシアがメドヴェージェフ大統領になっても、ロシアとベラルーシの関係悪化は続いた。
メドヴェージェフから引き継いで再び大統領となったプーチンは、2018年においてもベラルーシに対して、エネルギー輸出などで圧力をかけながら国家統合を迫っている。ルカシェンコは協議には応じている一方で、「ロシアが西にある唯一の同盟国を失うのなら、彼らの責任だ」「両国の連合は平等な立場でのみ発展できる」と牽制。2019年11月17日にも「国家主権や独立を脅かすような書類には署名しない」と発言した。
2010年12月の大統領選挙では4選を果たしたものの、選挙後に野党候補者が政権により拘束される など、野党勢力への弾圧が続いたことで、アメリカ合衆国や欧州連合（EU）を中心とした西側諸国からの圧力を受け、国際的にも孤立を深めた。財政問題や経済不況が続く中、SNSなどでの呼びかけで、政権に抗議する一部の市民たちは無言で拍手をしながら街を練り歩くなど、ルカシェンコ政権への抗議運動が発生し始めているが、反政府運動は徹底的に厳しく取りしまられている。
しかしながら、経済不況ながらもソ連時代から続く富の分配政策や物価の低価格設定などにより、国民の生活は一応の安定を保っていることと、実質的にはルカシェンコ派以外が政権を担う力は皆無であるため、アメリカ合衆国やEUが期待するのとは裏腹に反政府運動も一向に盛り上がらないのが現状である。また、2014年にはロシアとカザフスタンの提唱したユーラシア連合構想に加わってユーラシア経済連合創設条約に調印。ルカシェンコ大統領はロシアとある面では敵対しつつも連携し、中国や、イラン、ベネズエラなどの中南米諸国などといった非欧米諸国を中心とした国と巧みな外交手腕で経済援助を獲得することで、自身の独裁体制を維持している。
2020年、8月の大統領選挙の不正疑惑から大規模な反政府デモが起こり、2021年現在まで続いている。2021年5月23日、ギリシャからリトアニアへ向っていたライアンエアの旅客機は、ベラルーシ領空内に入った直後に爆破予告があったとしてミンスクに強制着陸させられた。着陸後、ベラルーシ当局は旅客機の乗客の中にいたラマン・プラタセヴィチを拘束。プラタセヴィチは前年の反政府運動にメディア関係者と参加後、海外に亡命していた人物であった（ライアンエアー4978便の項を参照のこと）。ライアンエアの本社があるアイルランド政府は、一連の拘束劇を「空の海賊行為」であるとしてベラルーシを批難。6月21日には、欧州連合とアメリカ、イギリス、カナダがベラルーシに対する制裁を一斉に発表して外交問題に発展した。
ルカシェンコ政権を批判して弾圧された者の一部はポーランドを始め各国に亡命している。また亡命者によるネットワークが各国に存在しており、亡命者のサポートを組織的に行っている。
2022年2月、ロシア・ウクライナ危機の最中、フロドナ付近でロシア軍とベラルーシ軍が共同軍事演習を実施。
その後もロシア軍はベラルーシに駐留し、同年2月24日朝、ベラルーシとウクライナの国境を越えて侵攻を始めた（2022年ロシアのウクライナ侵攻）。
同日、ルカシェンコはベラルーシ軍が侵攻に関与していることはないとする声明を発表した。
2月27日に憲法改正の是非を問う国民投票が行われ承認された。改憲案ではベラルーシを「中立国家」及び「非核地帯」とする条文が削除され、これをロシアよる核兵器配備の布石ではないかとの疑念が出ている。そのほかに現在の大統領通算任期を「リセット」、2035年までの続投が可能となり、在任中の「免責特権」も付与された。権力の更なる強化は欧米による制裁に対する政権延命を意識したとの見方もある。しかし、ベラルーシはウクライナへの侵攻に関与しているとして、西側諸国はベラルーシに経済制裁を開始した。
しかし、ベラルーシ国内では、ルカシェンコ政権とロシアに反発するベラルーシ反体制派が、ロシア軍によるウクライナ侵攻を妨害するために鉄道での軍事物資の輸送として使用されているベラルーシの鉄道への破壊行為が行われた。
12月にはウクライナ軍のミサイルがベラルーシ国内に着弾した。
2023年6月中旬、ルカシェンコは「我々はロシアからミサイルと爆弾を受け取った。爆弾は広島と長崎に投下されたものより3倍の威力がある」と表明。同月末には「配備予定の核兵器の大部分はベラルーシ領に移送された」と明かした。配備された戦術核兵器の管理権と使用権はロシアに残るとされる。

## 政治

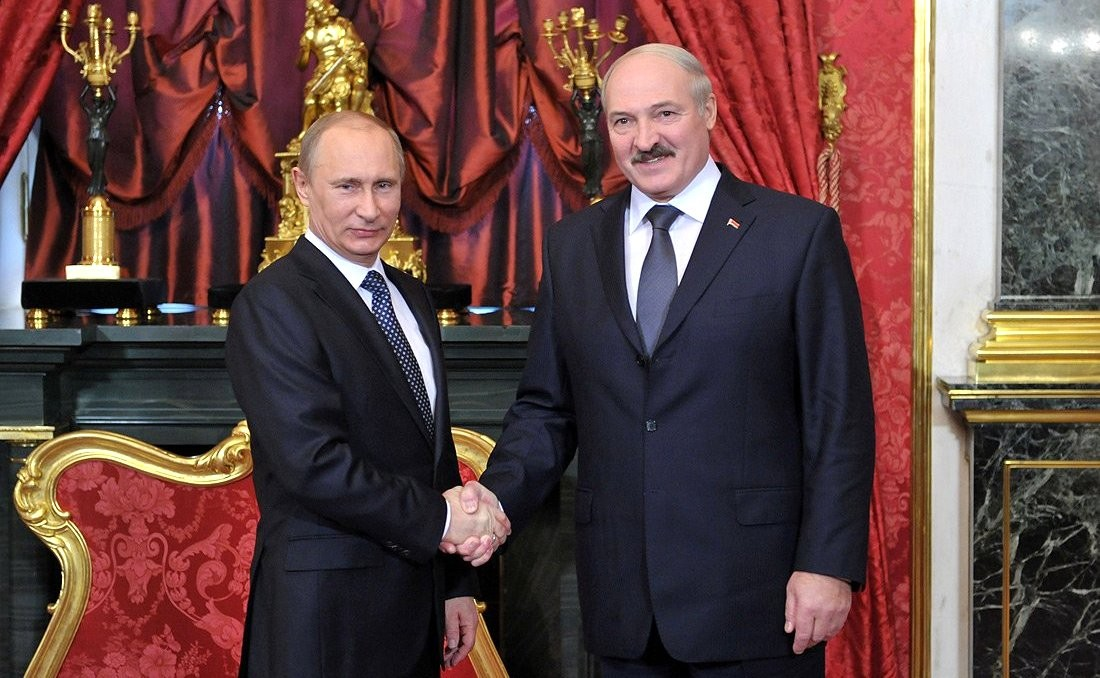
ロシアのプーチン大統領と会談するルカシェンコ大統領（2012年）

ベラルーシは名目上三権分立の共和制国家となっているが、1996年にベラルーシ共和国憲法が改正され、行政の中心である大統領（任期5年）に非常に強い権限が与えられている。2004年に強行された国民投票により、憲法の大統領職の3選禁止規定が一方的に削除された。
ベラルーシの議会は二院制で、上院に相当する共和国院（Совет Республики, Sovet Respublik 定員64名）と、下院に相当する代表者院（Палата представителей, Palata Predstavitelei 定員110名）からなる。議員は、共和国院は国内の6つの州とミンスク市の議会から8名ずつ選出、残り8名を大統領が指名する。代表者院は小選挙区制により選出され、任期は4年である。
1994年以降、ルカシェンコが権力を掌握し続けている独裁国家である。アメリカ合衆国などの民主主義国家との関係はきわめて悪い。アメリカがベラルーシに経済制裁を科したため、2008年5月に国交を事実上断絶した。ジョージ・W・ブッシュ米大統領が定義した「悪の枢軸」の中の一国である（当初はイラク、イラン、北朝鮮のみだったが、その後拡大している）。
また、ベラルーシは2025年現在、ヨーロッパで唯一死刑制度が存在する国家でもある（ロシアでは制度上廃止されていないが、1996年9月以降死刑は実施されていない）。

## 国際関係・外交

### ロシア連邦との関係
1999年、ロシア連邦（当時はボリス・エリツィン政権）と連合国家創設条約を締結した。2023年現在、ベラルーシの貿易取引のおよそ6割をロシアが占め、原油なども安値で供給を受けており、ロシアへの依存度が極めて高い。国力が強大なロシアへの従属を警戒するルカシェンコ大統領は統合を進めることに慎重であり、貿易や国境管理でロシアと度々対立してきた。しかし民主化への弾圧などを批判する米欧に対抗して、2021年には共通軍事ドクトリン改定や経済統合深化についてロシア連邦のプーチン大統領と合意。特に2020年の大統領選でルカシェンコが6選を果たした際、国内で選挙の不正を訴える大規模な抗議デモが発生し、政権は厳しい弾圧で反体制勢力を抑え込んで以降、国際的な孤立は一段と深まり、ロシア以外に頼れる国がなくなったとされる。以来、ロシアへの従属姿勢を強め、ウクライナ侵攻を巡ってもロシアと合同軍事演習を実施したり、自国領からのロシア軍の攻撃を容認したりしている。

### 日本との関係
日本とベラルーシは1992年1月26日付で二国間関係を樹立した。日本は1993年1月にミンスクの大使館を開設、ベラルーシは1995年6月に東京の大使館を開設している。
在日ベラルーシ人はそれほど多くはないが、彼らは主として東京に住んでいる。他国と同様に亡命者のサポートを行っている。
駐日ベラルーシ大使館
- 住所: 東京都品川区東五反田五丁目6-32
- アクセス: JR山手線・東急池上線 五反田駅西口もしくは都営浅草線出口A7

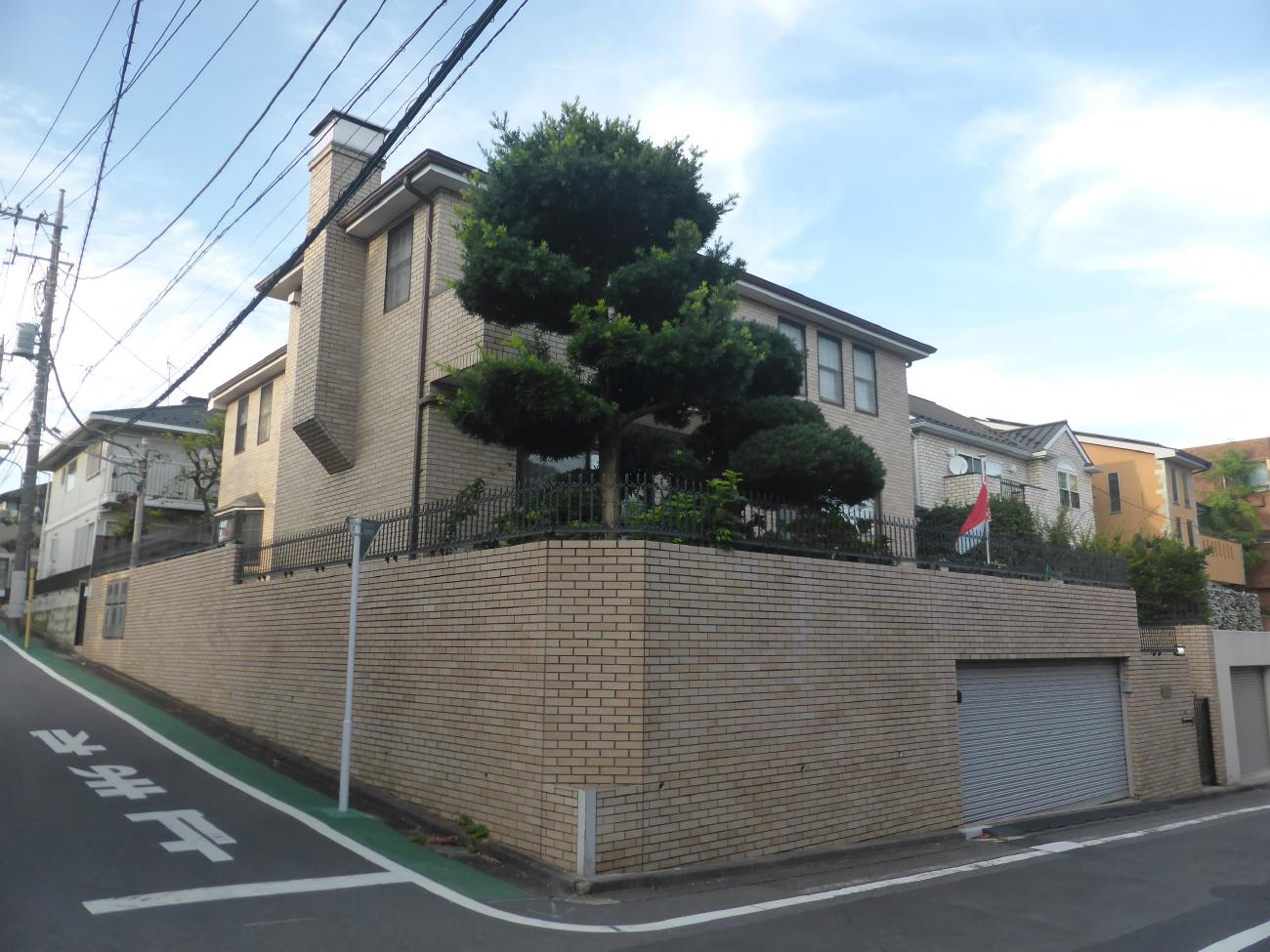
ベラルーシ大使館全景
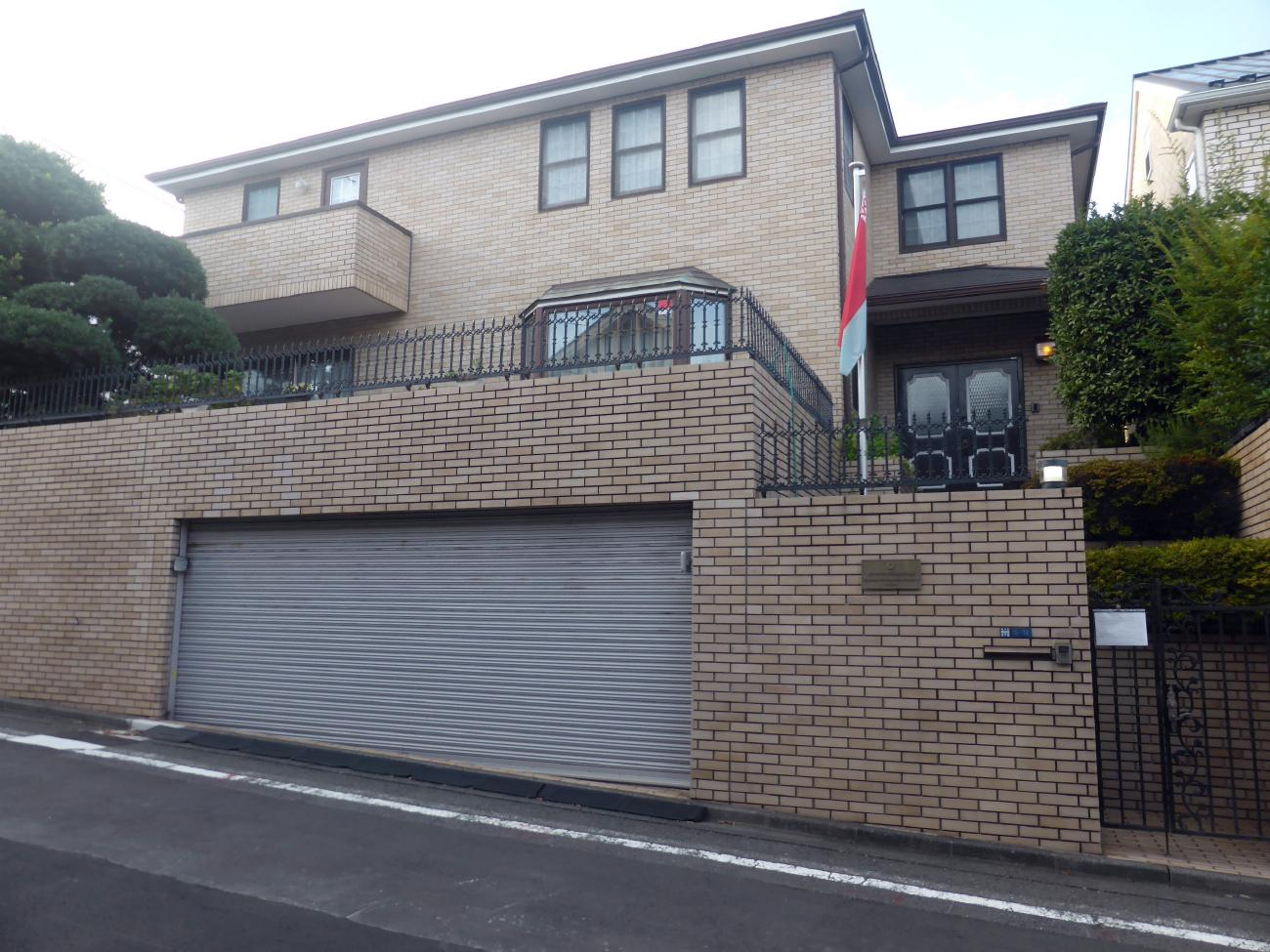
ベラルーシ大使館正面
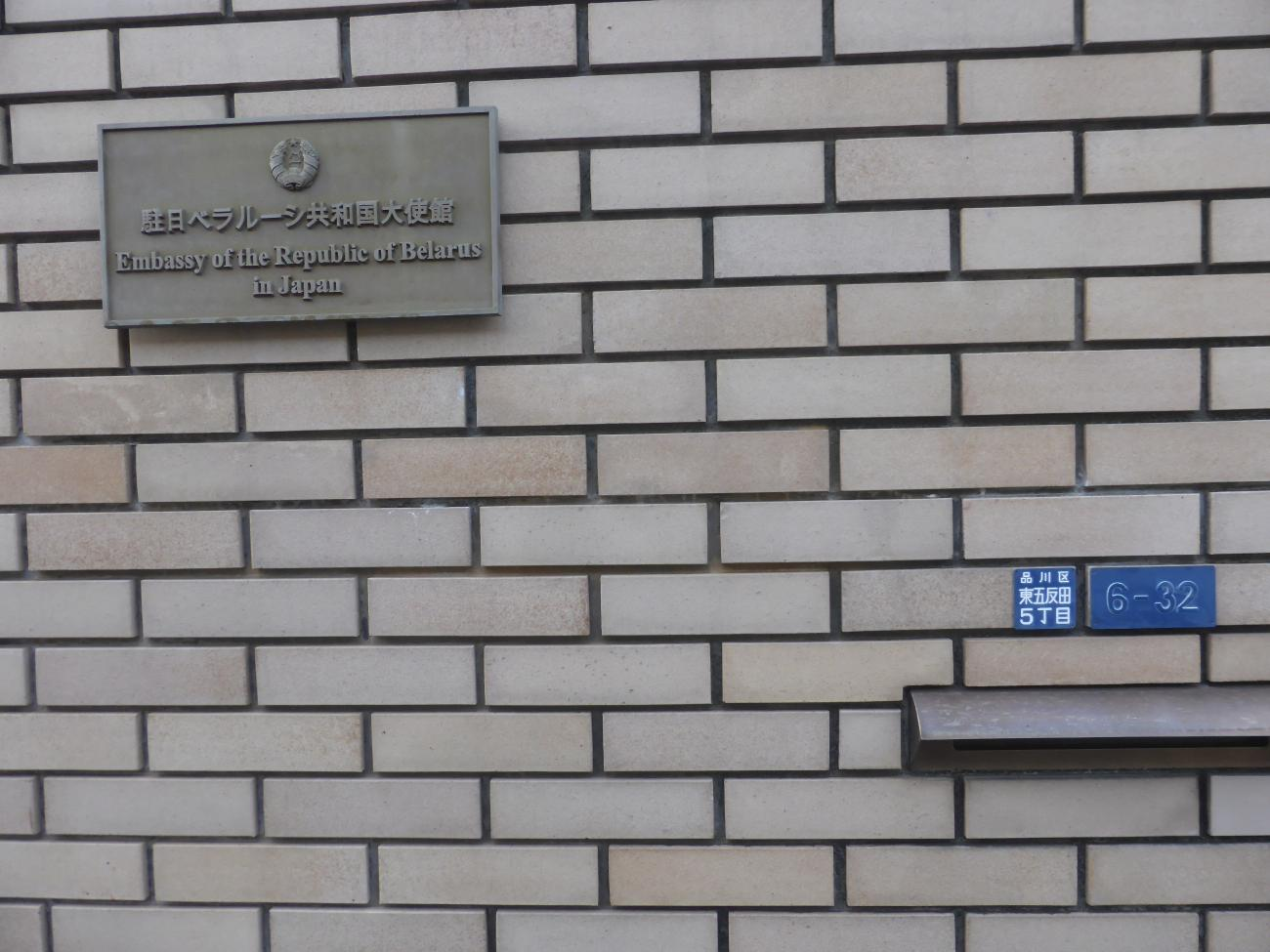
ベラルーシ大使館表札
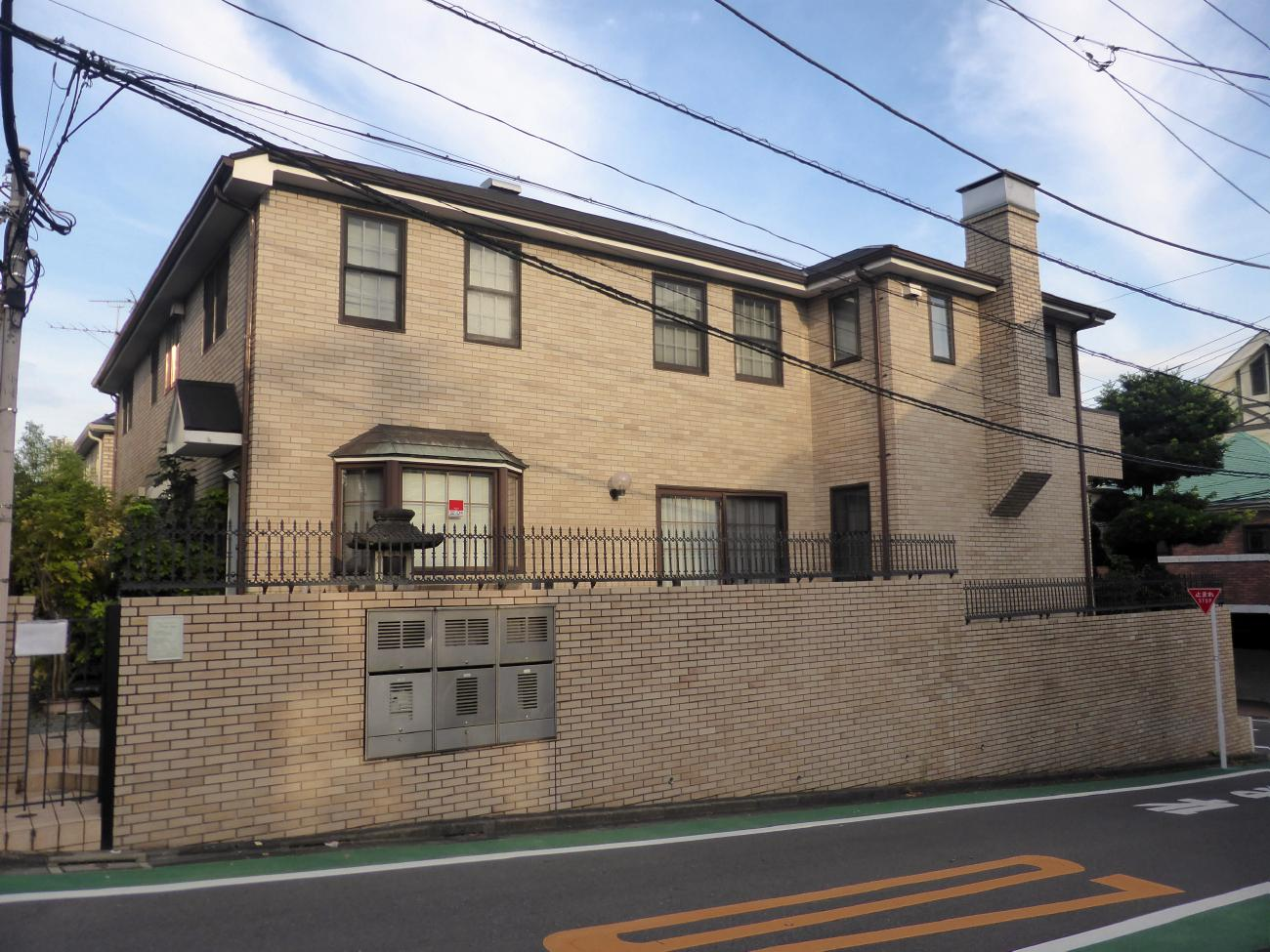
ベラルーシ大使館側面
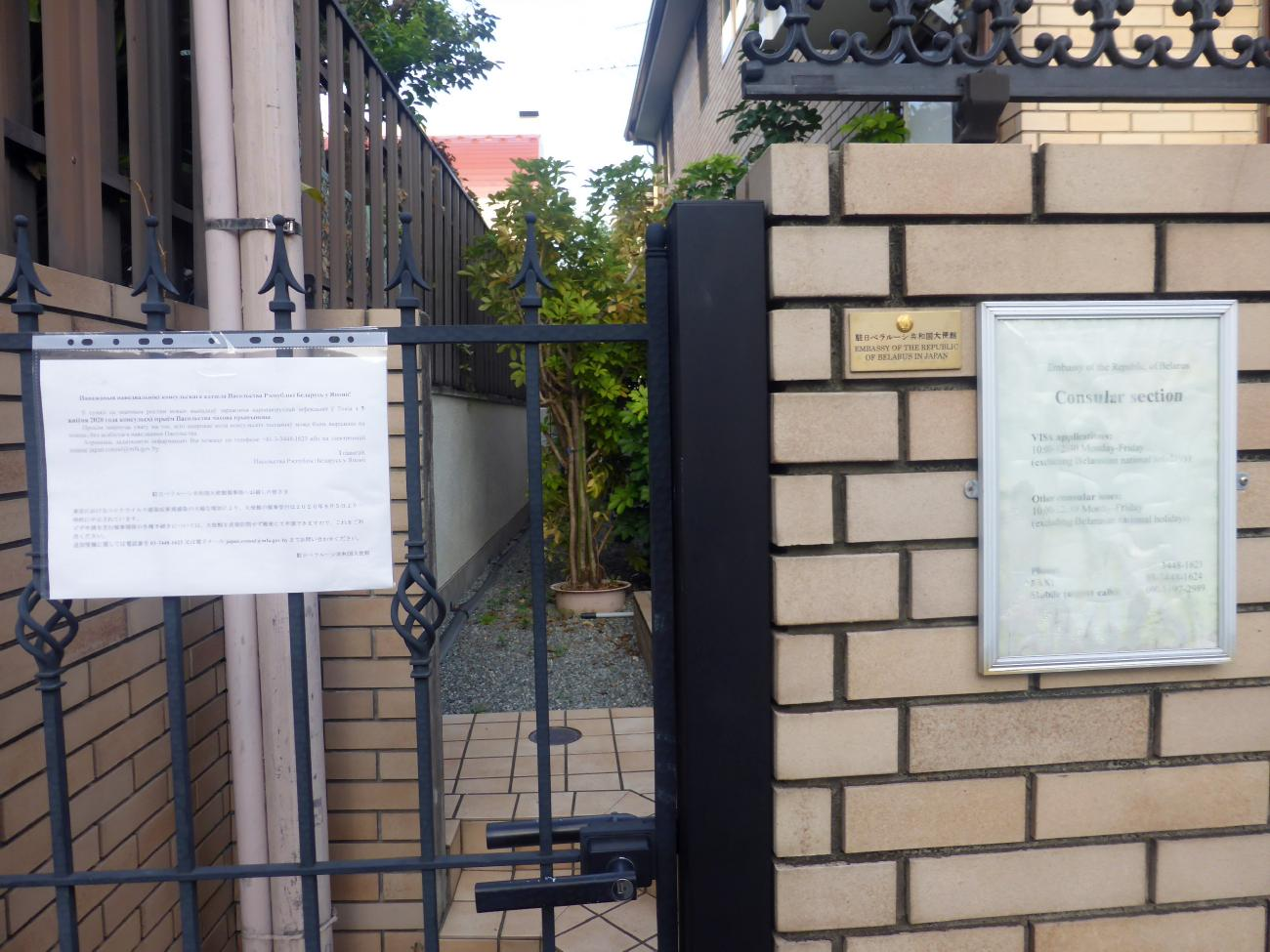
ベラルーシ大使館裏門

駐ベラルーシ日本大使館
首都ミンスクにある。かつては、駐ロシア特命全権大使がベラルーシも兼任し、ミンスクには臨時代理大使が常駐していたが、2019年9月より常駐の特命全権大使を派遣している。

### EUとの関係
2020年、欧州連合（EU）はベラルーシの公務員へのビザ発給に関する優遇措置を発表。しかし、その後の大統領選挙やデモ隊への弾圧をめぐり関係が悪化。2021年9月には優遇措置の停止を発表している。2023年3月、欧州連合（EU）の外相に当たるボレル外交安全保障上級代表は26日、ロシアのプーチン大統領が戦術核兵器をベラルーシに配備すると決めたことを受け、配備すればベラルーシに新たな制裁を科す可能性があると警告した。

## 軍事

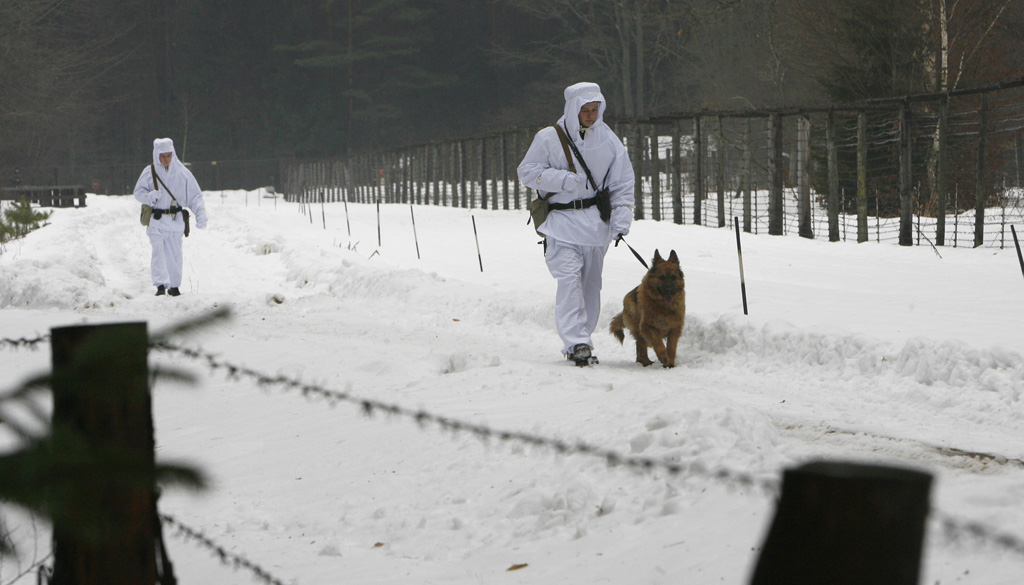
国境をパトロールする兵士

陸軍および空軍・防空軍の二軍からなる国軍を有する。ベラルーシ国防省の管轄下にあり、大統領が最高指揮官となる。この他に準軍事組織として、内務省のベラルーシ国内軍とベラルーシ国家国境軍委員会がある。ロシアを中心とした集団安全保障条約に加盟しており、北大西洋条約機構（NATO）には加盟していないが、アフガニスタンへの国際治安支援部隊（ISAF）展開を支援するなど、部分的には協力を行っている。
国軍は1991年の独立に伴い、旧ソ連軍を改編して創設された。

## 地理
ベラルーシは内陸国で、国土の大部分が低地であり、最高点のジャルジンスカヤ丘陵でも海抜345mである。最低点はネマン川の海抜90mである。国土の20%を占めるなど湿原が豊富で、南部に最大の湿原であるポレーシエ湿地がある。約1万1000もの湖があり、それを突き通すように、北部を通るダウガバ川、西部を通るネマン川、東部を通るドニエプル川とその支流であるプリピャチ川、ベレジナ川、ソジ川などの主要河川がある。気候はおおむね温暖で湿度が高いが、東部は冷涼で、大陸性気候の特徴が見られる。
ベラルーシの主な天然資源は森林で、国土の45.3%もの面積を占めている。その他に泥炭、花崗岩、泥灰岩、チョークが採れる。少量の石油と天然ガスも産出されるが、国内需要を満たす規模ではなく、エネルギー資源の大半をロシアからの輸入に依存している。

## 地方行政区分

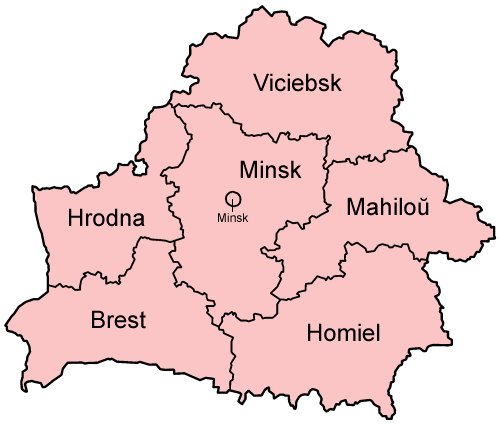
ベラルーシの地方行政区画

### 主要都市
- ミンスク
- ホメリ（ホミェリ、ゴメリ）
- マヒリョウ（モギリョフ）
- ヴィツェプスク（ヴィテプスク）
- フロドナ（グロドノ）
- ブレスト（ブレスト・リトフスク）
- バブルイスク
- バラーナヴィチ
- ボリソフ
- ピンスク
- マズィル

## 経済

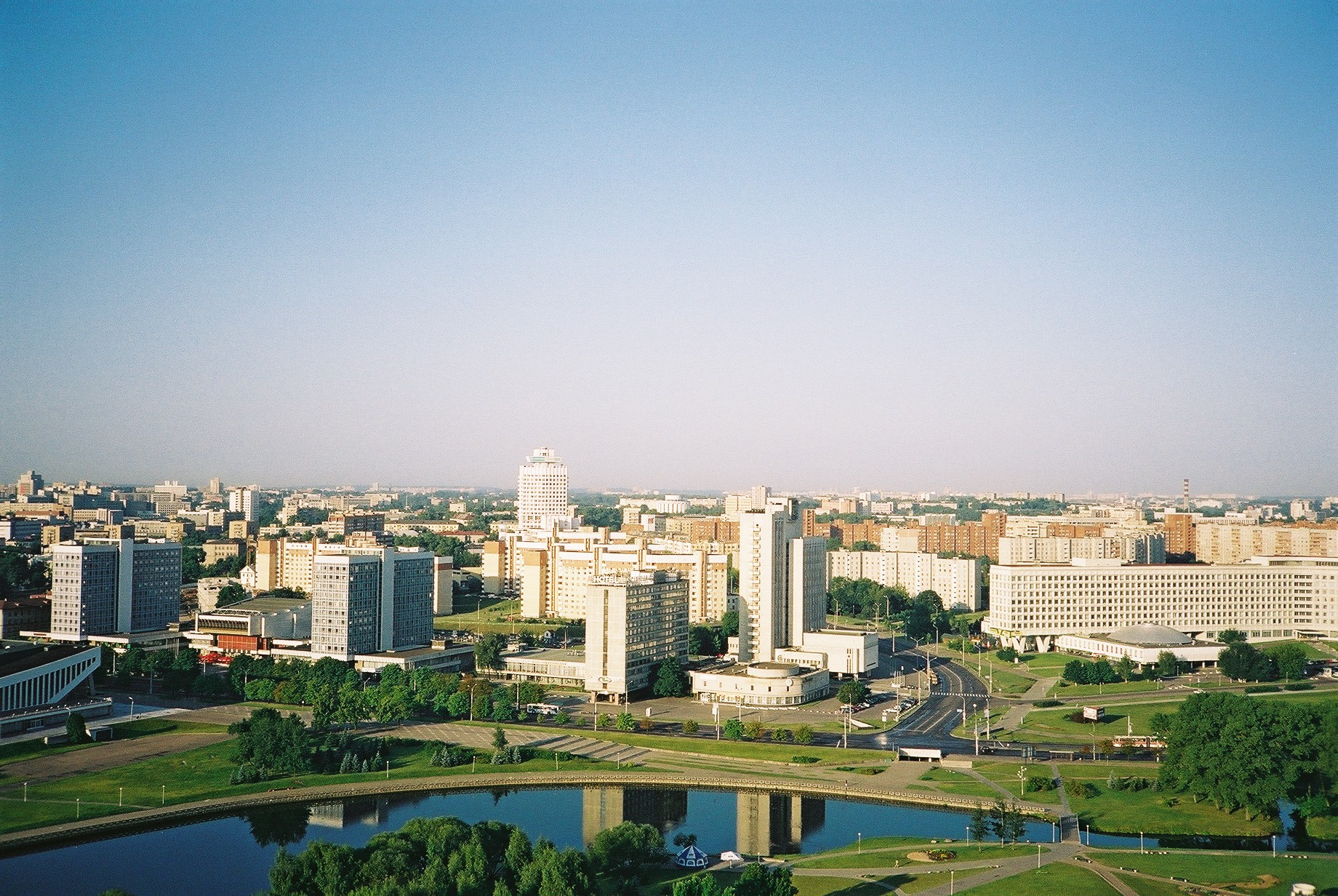
首都ミンスク

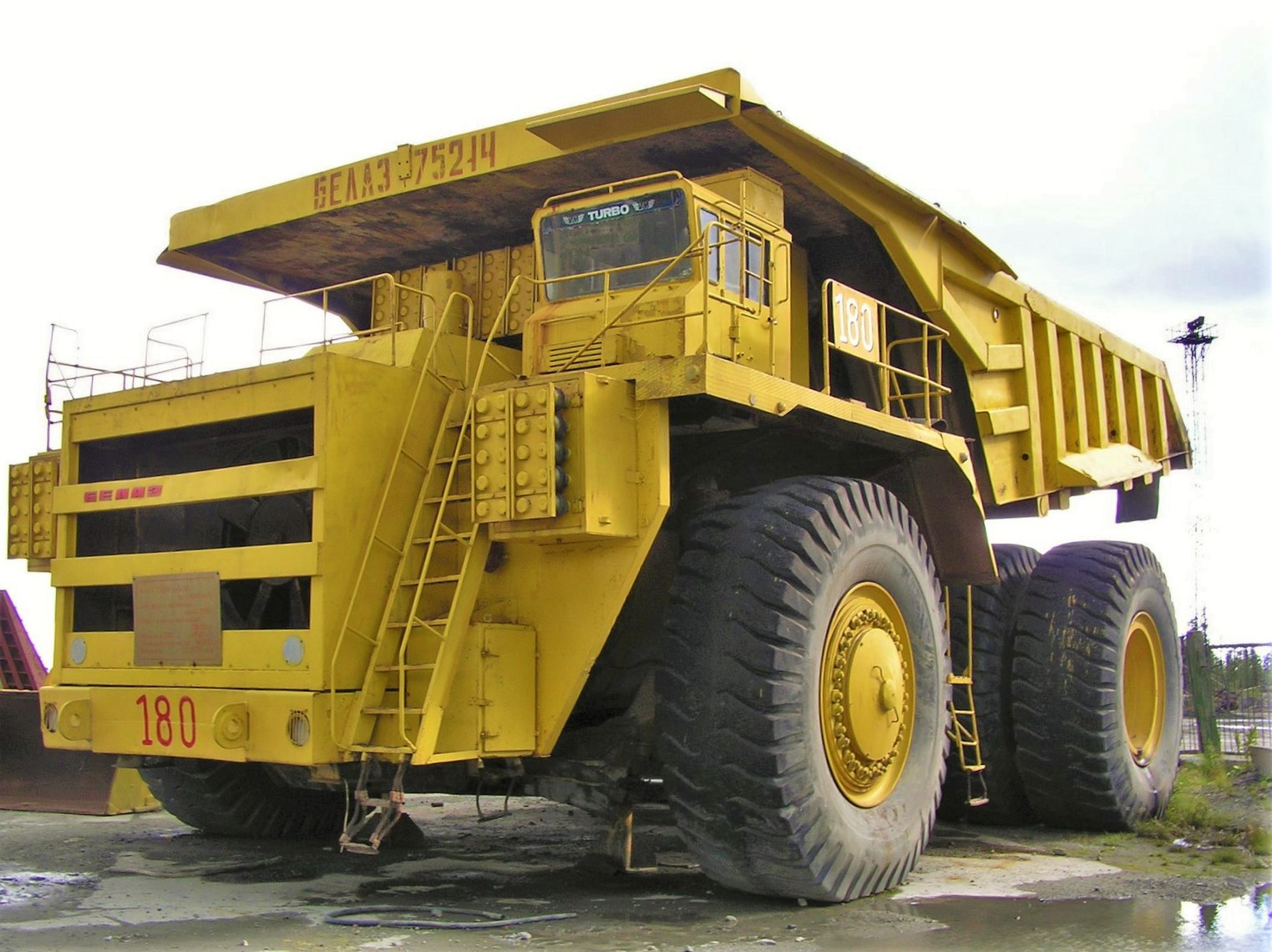
BelAZ製ホウルトラック

ベラルーシは中程度に発展した工業型農業国家である。国際通貨基金（IMF）の統計によると、2018年のベラルーシの国内総生産（GDP）は596.43億ドルである。一人あたりのGDP（為替レート）は6,283ドルで、バルト三国を除く旧ソ連構成国の中では、ロシア（11,289ドル）、カザフスタン（9,401ドル）についで3番目であり、隣国ウクライナ（3,112ドル）の約2倍である。
ベラルーシでは1991年の独立後、他のCIS加盟国と同様に市場経済化を推進していた。ところが、1995年に大統領に就任したルカシェンコは、「社会主義市場経済」を導入して社会主義政策を開始した。これに基づき、統制価格の導入や、政府による民間企業への介入により自国の製造業の保護に努める傍ら、ロシアと関税同盟を結ぶなどの経済統合政策により、経済成長を実現させた。しかし、1998年8月に発生したロシア財政危機に伴い、1998年から1999年の2年連続で悪化し、激しいインフレーションや生産の低下に見舞われた。2000年1月1日にはデノミネーションが実施された。以降はロシア経済の急速な回復に支えられ順調な経済成長を続けているが、2016年7月には再びデノミネーションを実施している。
対露経済統合はロシア側に政治、経済的に大きく左右されること、ベラルーシ側に大幅な貿易赤字をもたらすなど問題があり、近年はロシアに自国の産業が脅かされるとの警戒感から、経済統合政策は事実上停滞している。ただ、当分の間ベラルーシは西欧型の市場経済からは離れ続けると見られているが、2011年に入り、国内の経済状況が極度に悪化しており、ロシアがベラルーシの吸収合併へ向けた動きを加速させている。
2009年5月29日、ロシアのアレクセイ・クドリン財務相は、ベラルーシが近い将来支払不能（すなわち破産）に陥るとの見方を示した。これは、ベラルーシが市場改革を行わず、ソ連型社会主義体制のままであることによる。天然資源にも乏しく、国家財政の基盤となるものが脆弱なのにも関わらず、ルカシェンコ個人の趣味であるアイスホッケー場を多数建設させたり、食品や生活用品の価格に税金をかけず、逆に国の補助金で安く抑えたりするなどの放漫財政を行っている。ただ、こうした政策を行っているからこそ、ルカシェンコによる独裁体制が支持されているという側面もあった。ルカシェンコ大統領は体制維持のためロシアと欧州連合（EU）を天秤にかけ、双方から経済支援を引き出すしたたかな外交を展開していた。とはいえ、この手法も2010年代に入ると、もはや通用しなくなった。
まず、2010年6月21日より、ロシアのガスプロムが天然ガスの代金未払いを理由にベラルーシへのガス供給の削減を開始した。だが今度はベラルーシがガスプロムに対して「欧州向け天然ガスにおけるパイプラインの通過料が未払いであり、翌日（24日）の朝までに支払われなければ、欧州向け天然ガスの供給を全面的に停止する」と警告をした。これにより、『欧州を含めた、新たな天然ガス供給に関する紛争』が生じ、ルカシェンコ大統領は「ロシアとの間でガス戦争が始まった」と発言したが、6月24日にベラルーシ側が未払い代金を支払い、ガス戦争は早々と終結するものの、ベラルーシとロシア間で強いわだかまりが残る結果となった。
そして、2010年12月にルカシェンコが四選を果たした直後から、2009年のロシアのクドリン財務相の予言通り、ベラルーシが経済危機に陥った。ロシア産石油・天然ガスの価格引き上げと、先述したバラマキ放漫財政に耐えられず、外貨準備が底をついている。ベラルーシ各地の両替所では外貨を求める人々の長蛇の列ができ、物価高騰を恐れる庶民は商品買い占めに走った。ロシア側はベラルーシの国営企業売却などを求め、これによりベラルーシのインフラを掌握し、また、通貨をロシアルーブルにすべきだという意見も出て、ベラルーシをロシアに事実上吸収合併しようとする動きを強めた。過去に「ロシアに泣きついて頭など下げない」（ロシアの経済支援棚上げについて）などといった強気の発言を繰り返してきた、「ヨーロッパ最後の独裁者」と呼ばれているルカシェンコ大統領は崖っぷちの状況に陥った。この状態を打破するには、ルカシェンコが採用していたソ連型社会主義経済から、完全な市場経済社会へ向けた痛みを伴う大掛かりな改革が必要であると指摘された。
紆余曲折の末、ルカシェンコ大統領がロシア主導の「ユーラシア連合」への参加を表明し、その見返りにロシアは天然ガスを特別割引価格で提供、また、ガスパイプラインをロシアが買い取る協定が結ばれ、ベラルーシ経済がロシアに掌握された格好となった。
しかれども、国営企業で働く従業員の賃金未払いや工場の操業停止など、深刻な経済状況は依然として続き、更に、ロシアは国営企業の民営化の遅れなどを理由にベラルーシへの資金援助を2013年に打ち切った。崖っぷちのルカシェンコ大統領は中華人民共和国へ急接近し、中国との間で15億ドルの経済投資協定を締結。中国は欧州進出の足掛かりを得て、ベラルーシは財政破綻を回避できた。同時期には蘇州工業園区に倣った中国-ベラルーシ工業園区も開設され、これによりベラルーシの軍事パレードでは中国の紅旗がパレードカーになって中国人民解放軍もベラルーシ軍とともに行進し、中国製武器の購入 や弾道ミサイルを共同開発 するなど経済的にも軍事的にも密接な関係が続いている。
ルカシェンコ独裁体制下で司法の独立が欠如していることから、企業が政府から不当な圧力を受け、特に破綻に追い込まれる問題が存在している。一方、ルカシェンコの統治の下ではロシアやウクライナのように、国有企業の民営化の結果として巨大な影響力を持つオリガルヒが出現していないため、財界から政界への干渉や政財界の癒着が少ない。

### 農業
農業は地域経済において歴史的に重要な分野であり、国のGDPの7%以上を提供し、人口の9%以上へ雇用を提供している。
麦類の生産に向く気象条件から世界第4位（150万トン、2002年）のライ麦を筆頭に、大麦、燕麦の生産が盛ん。春小麦の栽培も見られる。工芸作物としては世界第5位（3万2000トン）の亜麻の生産が際立つ。

### 工業
工業は繊維業、化学工業（肥料）が盛ん。羊皮生産量は世界第4位（8万トン）で、カリ塩の採掘に支えられたカリ肥料生産は世界第3位（369万トン）となっている。硝酸の生産量は世界第8位（88万トン）。
他には化学産業（石油精製、石油化学、肥料およびその他の化学製品の製造）、自動車産業、その他の機械設備の製造などが発達している。

### 鉱業
ベラルーシの鉱業は、原油、天然ガス、ソリゴルスクで採掘される岩塩（カリ塩 KCl）に限定されている。原油だけは自国内の消費量の数割を賄える。

### 食品業
食品産業（食品、飲料、タバコ製品の製造）は、ベラルーシの産業において最大部門となっている。2019年には1,131の企業が食品産業で活動し、138.2千人の労働者を雇用する他、11億8220万ブルの純利益（税引後）を生み出している。
食品産業の2019年の売上高利益率は8.4％だった。同年の食品産業の総生産量に占める乳製品の割合は28.6％、肉製品が24.2％、飼料が12.4％、飲料が8％、油脂が4.4％、菓子が4.3％だった。この部門の最大の企業はベラルーシ中部と西部にある。

### エネルギー
ベラルーシは世界でエネルギー不足が最も慢性化している国の一つとされている。電気の大部分は火力発電所で生成されている。

#### ベラルーシ原子力発電所
北西部フロドン州オストロベツ郊外に、ロシア国営原子力企業ロスアトム系列のアトムストロイエクスポルトが建設したベラルーシ原子力発電所が2020年11月に完成した。ベラルーシ初の原発である。加圧水型軽水炉2基（出力合計240万キロワット）を備える。
ベラルーシの電力需要の30％を賄えるが、原発建設と100億ドルの費用の融資をロシアに頼ったため、エネルギーのロシア依存を減らすことにはならなかった。1号機は2021年、2号機は2022年に商業運転開始を予定しているが、近接するリトアニアは安全性を懸念しており、同国を含むバルト三国は2020年8月末、ベラルーシとの電力取引を原発稼働後は停止することで合意した。

### 雇用
労働力は400万人以上で、そのうち女性が男性をわずかに上回っている。2005年には、人口のほぼ4分の1が工場で雇用されていた。農業、製造販売、商品取引、教育の雇用も高い。
政府統計によると、2005年の失業率は1.5％だった。ベラルーシの失業者は679,000人で、そのうち3分の2は女性だった。失業率は2003年以降減少しており、全体の雇用率は1995年に初めて統計が纏められて以降、最高となっている。

### 貿易

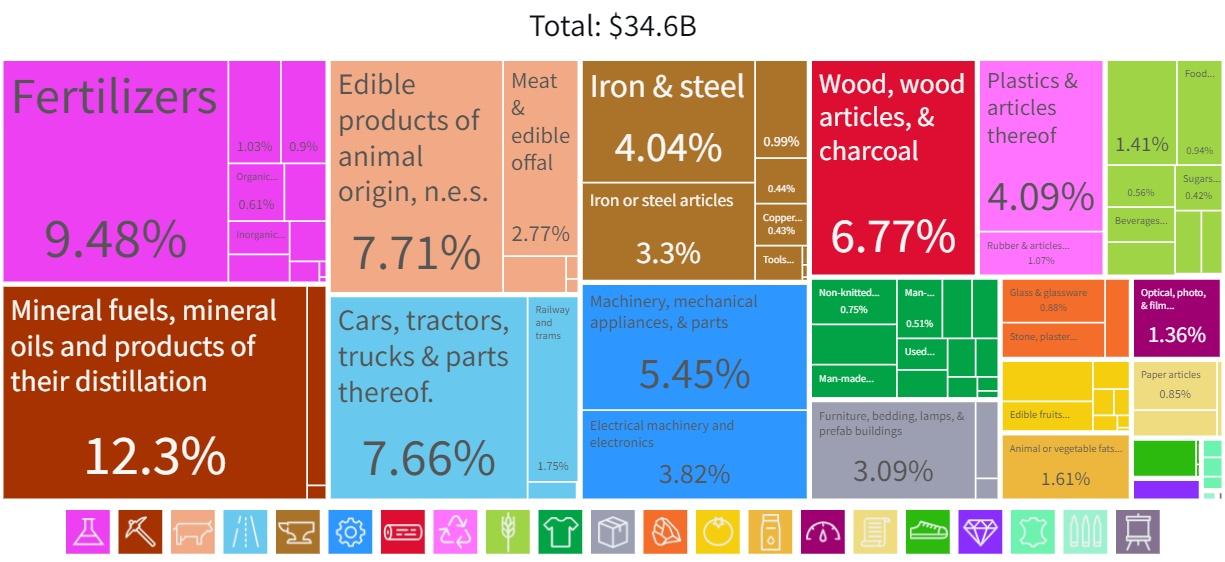
色と面積で示したベラルーシの輸出品目（2009年）

2002年時点では輸入90億ドルに対し、輸出は81億ドルであり、わずかに入超である。主な輸入品は原油、機械類、鉄鉱。輸入相手国は、ロシア、ドイツ、ウクライナである。ロシアとの取引が65%を占める。主な輸出品は、石油製品、自動車、機械類であり、輸出相手国はロシア、ラトビア、イギリスである。輸出ではロシアの占める割合は50%に留まる。日本との貿易では、乳製品を輸出（全体の44%）し、無線通信機器を輸入（全体の35%）している。

### 観光
観光市場はベラルーシ経済において動的な分野となっている。過去3年間の観光サービス市場の平均年間売上高は2,000 万米ドルを超え、毎年8%増加している。

### その他
第三次産業では、理工系教育を重視していた旧ソ連時代からの伝統で、情報技術（IT）分野の人材が豊富である。『World of Tanks』（WOT）を開発したウォーゲーミング社は1998年にベラルーシで創業した（法人登記を2011年にキプロスへ移した後も本社機能はミンスクにある）。ベラルーシ政府は2005年にIT企業への税制優遇プログラムを導入し、Viberなどを生み出した。ルカシェンコ大統領は2017年にデジタル産業育成令を発布した。

## 交通

### 水路
- ドニエプル・ブク運河

## 科学技術
ベラルーシ国立科学アカデミーは同国における国立アカデミーであると同時に、科学などの学術研究に特化した機関の中で最高峰の立ち位置ともなっている。

## 国民
| 民族構成（ベラルーシ）2009年 | 民族構成（ベラルーシ）2009年 | 民族構成（ベラルーシ）2009年 | 民族構成（ベラルーシ）2009年 | 民族構成（ベラルーシ）2009年 |
| ---------------------------- | ---------------------------- | ---------------------------- | ---------------------------- | ---------------------------- |
|                              |                              |                              |                              |                              |
| ベラルーシ人                 | ベラルーシ人                 |                              | 83.7%                        | 83.7%                        |
| ロシア人                     | ロシア人                     |                              | 8.3%                         | 8.3%                         |
| ポーランド人                 | ポーランド人                 |                              | 3.1%                         | 3.1%                         |
| ウクライナ人                 | ウクライナ人                 |                              | 1.7%                         | 1.7%                         |
| その他                       | その他                       |                              | 3.4%                         | 3.4%                         |

### 民族
住民はベラルーシ人が83.7%、ロシア人が8.3%、ポーランド人が3.1%、ウクライナ人が1.7%、ユダヤ人が0.1%である（2009年）。かつては首都ミンスクの人口のうち、ユダヤ人やポーランド人が多数を占めていた時期もあるなど、多民族が共存してきた歴史がある。
隣国ウクライナでは2014年からの紛争、特に2022年のロシアの全面侵攻以降、ロシアやソビエト連邦への評価が極めて悪化し、当時のモニュメントの解体や地名の変更などが各地で行われている。 一方のベラルーシでは、現在もロシアの同盟国ということもあり、首都のミンスクには巨大なレーニン像が残るなどソビエト時代を肯定的にとらえる国民性もある。

### 言語
ベラルーシでは、ベラルーシ語とロシア語の二つの言語が国家語として憲法に規定されている。ベラルーシで最も広く使われる言語はロシア語であり、家庭内では人口の70%がロシア語を使用しており、ベラルーシ語が家庭内で使用される割合は26%となっている(2019年)。ベラルーシ語で会話できない国民は多いが、どちらが母語かとの問いに対しては、人口の53.2%がベラルーシ語、41.5%がロシア語と答えている。現在、ベラルーシの教育ではベラルーシ語とロシア語いずれも原則必修だが、ベラルーシ語が読めても話せない国民は多い。会話の中でベラルーシ語とロシア語のどちらともとれない曖昧な話し方はしばしば見られ、こうした口語はトラシャンカ（「干草に藁を混ぜた飼料」の意）と呼ばれている。
他にポーランド語、ウクライナ語、東イディッシュ語を話す少数派も存在する。

### 宗教
宗教は東方正教会（ロシア正教会の総主教代理が代表するベラルーシ正教会）が80%である。その他ローマ・カトリック、プロテスタントなどが信仰されている（1997年推計）。
ロシア正教の古儀式派のポモールツィ、ベロクリニツキー派、ベグロポポーフツィなどの信徒も存在する。

### 保健
国内の科学者や専門家、研究機関、医療・予防治療施設、教育機関、その他の医療施設に関連情報を提供する共和党科学医学図書館が存在する。
この図書館の蔵書は 90万点以上も在り、一般的な図書館としての利用も可能で、文化施設としては国内最大級ともなっている。

## 治安
ベラルーシの治安は、他のNIS諸国やCIS加盟国と比較すると良好な状態にあると言えるが、安全性が高いと言えるわけではなく全体を通してみると犯罪の発生率自体が高めとなっている。
都市部では外国人が巻き込まれる事件が発生しており、スリや強盗、車上荒らしなどの被害に遭わないよう、常日ごろから注意が必要とされる面がある。特に日本人は「他の外国人に比べて裕福である」というイメージが強く持たれており、また街中でも人目につくことから犯罪の対象になりやすい傾向にあるため、外出時には厳戒態勢でいる事を求められる。
また、2008年に首都ミンスク中心部での独立記念日を祝う野外コンサート会場で爆弾が爆発して50名あまりが負傷したことを始め、2011年4月にはミンスク市中心部にある地下鉄オクチャブリスカヤ駅で爆発が生じ14名が死亡し200人以上が負傷するといった凄惨なテロ事件が起こっている点から、当国に滞在の際は危険と隣り合せであることを常に意識しなければならない。

### 人権
国民の権利が著しく抑圧された国家の一つである。高齢者、未成年、障害者を除く国民が職に就かず半年以上未納税の場合、平均月収程の罰金が課せられるほか、失業者は社会奉仕が義務付けられている。公の場でのデモ、集会は厳しく規制されており、政治的な意見の表明や政権批判、大統領批判をすれば逮捕・拘束される。
厳しい規制を逃れるために、ただ拍手をするだけのデモ活動を「拍手によって政治的な意見を表明した」と弾圧し、片手しかない参加者も拍手をしたと逮捕された。過去には聴覚障害者が「政治スローガンを叫んだ」として逮捕される事態が起きている。この片手しかない参加者の拍手による逮捕は、2013年にルカシェンコ大統領とベラルーシ警察に対し、イグノーベル賞平和賞を授賞することになった。

## 文化

### 食文化

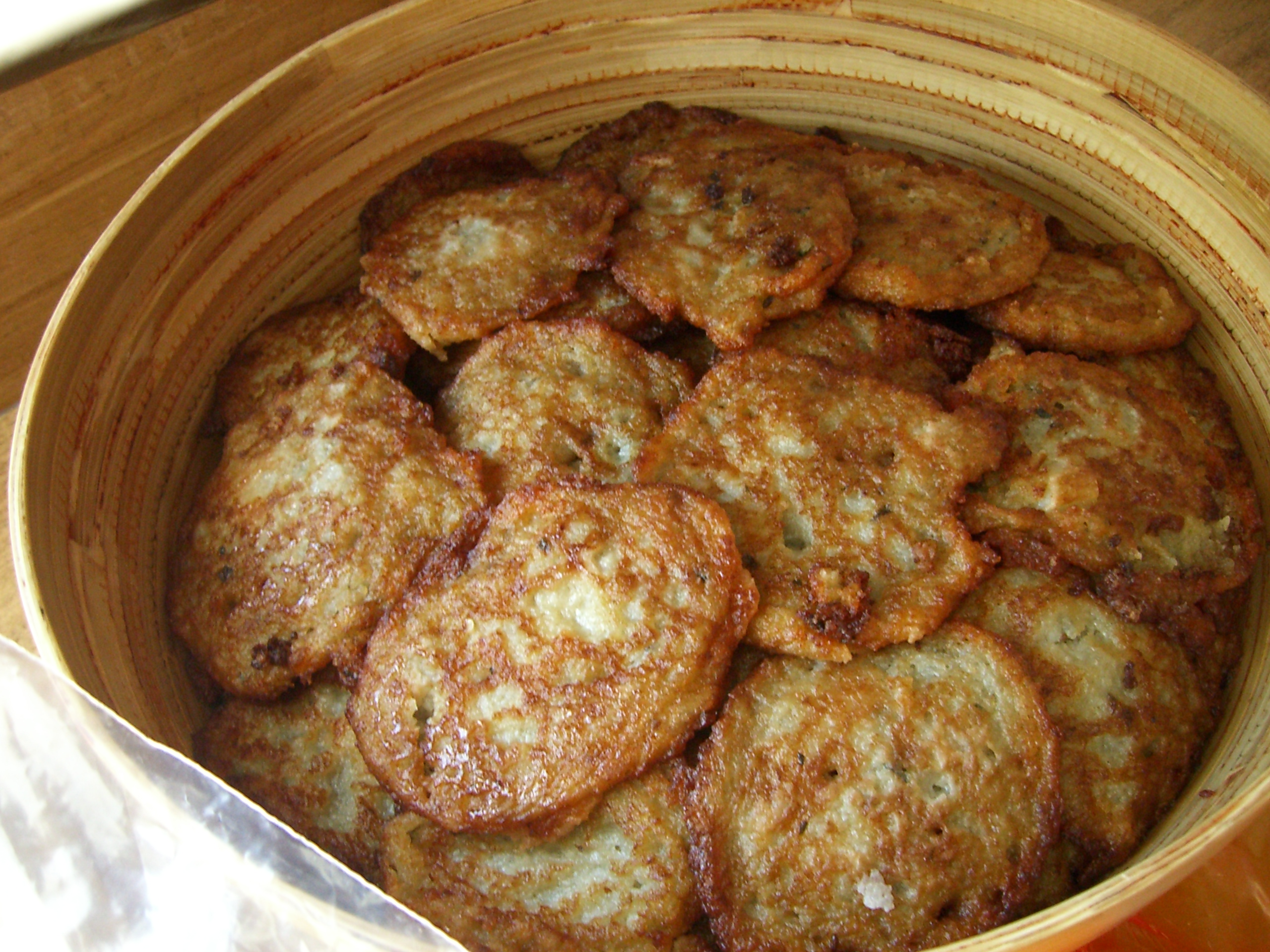
国民的な料理のドラニキ

ベラルーシ料理は主に野菜、豚肉をはじめとする肉類に、パンから構成される。料理は通常時間をかけて作られるか、あるいはシチューとして調理される。通常ベラルーシ人は一日二度の食事を取り、朝食は軽めで、夕食はボリュームがある。小麦とライ麦のパンが食べられているが、小麦の栽培に不適な環境のため、ライ麦のパンが多く消費されている。来賓や訪問客を迎えた家の主人はパンと塩を提供するのが、歓迎の意思を示す伝統的なしきたりである。

### 音楽
ベラルーシの民俗音楽の伝統はリトアニア大公国の時代にまで遡る。クリジャチョクと呼ばれるフォークダンスが存在する。
近代音楽ならび現代音楽においては、前身のソ連時代に生み出されたものが基盤となっている。

### 美術

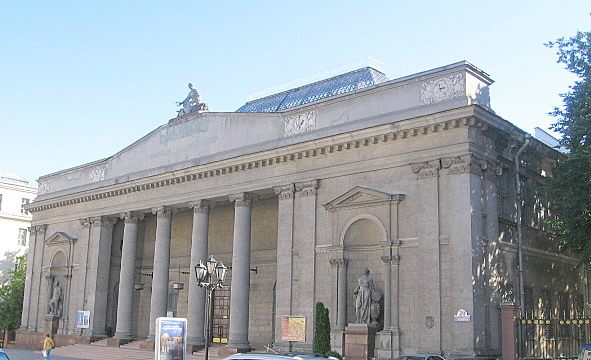
ベラルーシ国立美術館

#### 人形劇
バトレイカと呼ばれる伝統的な人形劇が存在する。バトレイカはキリスト教に関連するもので、公演は伝統的にクリスマスの期間に行われている。

### 服飾・衣装

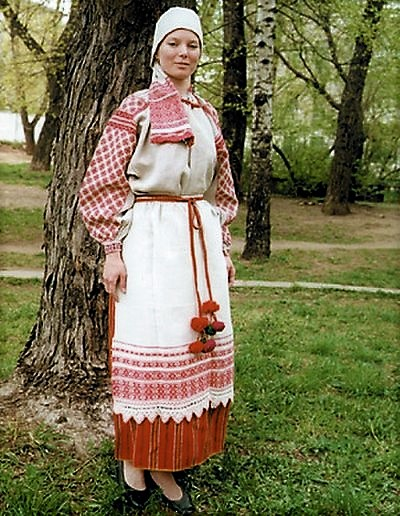
伝統的な農民服を着たベラルーシ人女性。2007年撮影

ベラルーシの伝統的な衣服はキエフ大公国の時代に起源がある。寒冷な気候のために服は体温を保つように設計され、通常は亜麻や羊毛を素材としていた。ポーランド、リトアニア、ラトビア、ロシアや他のヨーロッパ諸国など、近隣の地域の文化の影響を受けた華麗な模様が衣服にあしらわれている。また、ベラルーシ内の地域ごとに特別なデザインの模様が発達している。ベラルーシの国旗の左側にある赤・白の模様は、伝統的な衣装で広く使われる装飾模様の一つである。

### 世界遺産
ベラルーシ国内には、ユネスコの世界遺産リストに登録された文化遺産が3件、自然遺産が1件存在する。

### 祝祭日
| 日付     | 日本語表記             | 現地語表記 | 備考                   |
| -------- | ---------------------- | ---------- | ---------------------- |
| 1月1日   | 元日                   |            |                        |
| 1月7日   | 正教会のクリスマス     |            | ユリウス暦の12月25日。 |
| 3月8日   | 国際女性デー           |            |                        |
| 移動祝日 | カトリックの復活祭     |            | 日付は復活祭参照。     |
| 5月1日   | メーデー               |            |                        |
| 移動祝日 | 正教会の復活大祭       |            | 日付は復活祭参照。     |
| 5月9日   | 勝利の日               |            |                        |
| 7月3日   | 独立記念日             |            |                        |
| 11月7日  | 十月革命の日           |            |                        |
| 12月25日 | カトリックのクリスマス |            |                        |

### スポーツ
アイスホッケー
ベラルーシ国内では氷上スポーツに最も人気が集まっている。ルカシェンコ大統領も自らプレイヤーとして嗜むほどアイスホッケーが非常に盛んで、2002年ソルトレイクシティ五輪では男子チームが、NHLプレイヤーを数多く揃えるスウェーデン代表を破り4位に入るなど、国際舞台でも活躍を見せている。NHLと並ぶ世界最高峰のアイスホッケーリーグであるKHLには、ベラルーシのクラブとしてディナモ・ミンスクが唯一参加しており、2010年バンクーバー五輪にもこのチームから代表へ、主力選手が多数選出されている。2014年にはミンスク・アリーナを主会場として、アイスホッケー世界選手権も開催された。
サッカー
サッカーは、ベラルーシでアイスホッケーの次に人気のスポーツとなっており、1992年にプロサッカーリーグのベラルーシ・プレミアリーグが創設された。BATEボリソフがリーグ最多15度の優勝に輝いており、同クラブにかつて所属しアーセナルなどでも活躍したアレクサンドル・フレブは、世界的に有名な選手として知られる。同リーグは2020年3月以降、新型コロナウイルス感染症の拡大により世界中でサッカーのプロリーグが中断する中、唯一通常開催され物議を醸した。
ベラルーシサッカー連盟（BFF）によって構成されるサッカーベラルーシ代表は、FIFAワールドカップおよびUEFA欧州選手権には未出場である。UEFAネーションズリーグでは、2022-23シーズンはリーグCに属している。